# 椎頭螳科
椎頭螳科（学名：Empusidae）是昆蟲綱螳螂目下的一科，其下包含10屬近30種。
有別於其他螳螂科，椎頭螳科是一個獨立發展的單系群。該科物種主要分布在非洲、地中海及東南亞地區。

## 特徵
椎頭螳科的體型大且細長，許多物種的腿節末端及腹部兩側有形似葉片的側突；前足脛前有明顯的長刺，長刺之間有2-4跟短刺。該科最大的特別之處在於頭部有一根明顯的葉狀分枝，雌蟲的觸角呈線狀，雄蟲的觸角則長有鬚。

## 下级分类
本科包括以下属：
- 垂螳屬 Blepharodes Bolivar, 1890
- 小魔花螳屬 Blepharopsis Rehn, 1902
- Cephalomantis Gistel, 1856
- 肖錐螳屬 Chopardempusa Paulian, 1958
- 闊錐螳屬 Dilatempusa Roy, 2004
- 錐螳屬 Empusa Illiger, 1798
- 琴錐螳屬 Gongylus Thunberg, 1815
- 半錐螳屬 Hemiempusa Saussure & Zehntner, 1895
- 細錐螳屬 Hypsicorypha Krauss, 1892
- 幽灵螳属 Idolomantis Uvarov, 1940
- 幻錐螳屬 Idolomorpha Burmeister, 1838